# Лупт
Лупт (Луп) — река в России, течёт по территории Удорского района Республики Коми. Правый приток реки Мезень.
Длина реки составляет 65 км.
Исток реки находится в болоте Луптивнюр. Впадает в Мезень на высоте 116 м над уровнем моря.
Именованные притоки: Пони, Норъю, Вылыс-Бауёль.

## Данные водного реестра
По данным государственного водного реестра России относится к Двинско-Печорскому бассейновому округу, водохозяйственный участок реки — Мезень от истока до водомерного поста у деревни Малонисогорская. Речной бассейн реки — Мезень.
Код объекта в государственном водном реестре — 03030000112103000043438.